# Обуховский сельский округ (Московская область)
Обуховский сельский округ — упразднённая административно-территориальная единица, существовавшая на территории Солнечногорского района Московской области в 1994—2006 годах.
Меленковский сельсовет был образован в первые годы советской власти. По данным 1921 года он входил в состав Солнечногорской волости Клинского уезда Московской губернии.
В 1924 году Меленковский с/с был переименован в Обуховский сельсовет.
В 1929 году Обуховский с/с был присоединён к Кривцовскому с/с.
В 1926 году Обуховский с/с включал деревни Меленки и Обухово, а также 2 хутора.
В 1929 году Обуховский с/с был вновь образован в составе Солнечногорского района Московского округа Московской области путём преобразования Кривцовского с/с.
17 июля 1939 года к Обуховскому с/с был присоединён Новинский с/с (селения Гришутино, Жуково, Коньково, Новинки и Тимошино), а также селение Якиманское Бережковского с/с.
14 июня 1954 года к Обуховскому с/с был присоединён Субботинский с/с.
7 декабря 1957 года Солнечногорский район был упразднён и Обуховский с/с вошёл в Химкинский район.
28 июля 1960 года Химкинский район был упразднён, а Обуховский с/с передан в воссозданный Солнечногорский район.
30 сентября 1960 года к Обуховскому с/с были присоединены селения Маслово, Мелечкино, Новое Курилово, Полежайки и Судниково упразднённого Куриловского с/с. Одновременно из Обуховского с/с в Спас-Слободский сельсовет были переданы селения Квашнино, Мартыново, Ожогино, Селищево, Стрелино, Субботино, Турицино и Шапкино.
31 июля 1962 года к Обуховскому с/с были присоединены селения Большое Снопово и Скородумки упразднённого Спас-Слободского с/с.
26 декабря 1962 года Солнечногорский район был переименован в Солнечногорский сельский, в состав которого вошёл Обуховский с/с.
31 августа 1963 года из Пятницкого с/с в Обуховский были переданы селение Якиманское и посёлок Ленинской больницы.
21 ноября 1964 года Солнечногорский сельский район был переименован в Солнечногорский, в состав которого вошёл Обуховский с/с.
30 июня 1969 года из Пятницкого с/с в Обуховский были переданы селения Логиново и Татищево.
14 февраля 1974 года к Обуховскому с/с были присоединены селения Алексеевское, Васюково, Михайловка, Малые Снопы и Ростовцево упразднённого Белавинского с/с.
2 декабря 1976 года к Обуховскому с/с был присоединён Рахмановский с/с.
22 января 1987 года из Обуховского с/с в Соколовский были переданы селения Алексеевское, Васюково, Жуково, Курилово, Малые Снопы, Маслово, Мелечкино, Михайловка, Новое, Полежайки, Ростовцево, Судниково и посёлок санатория «Лесное Озеро».
3 февраля 1994 года Обуховский с/с был преобразован в Обуховский сельский округ.
2 октября 1996 года в Обуховском с/о посёлок Ленинской больницы был переименован в деревню Тимошино.
14 июня 2002 года в Обуховском с/о была упразднена деревня Ханыгино.
В ходе муниципальной реформы 2004—2005 годов Обуховский сельский округ прекратил своё существование как муниципальная единица. При этом деревни Скородумки и Снопово были переданы в городское поселение Солнечногорск, а деревни Барское-Мелечкино, Горки, Елизарово, Ермолино, Замятино, Квашнино, Климово, Колтышево, Коньково, Кривцово, Логиново, Меленки, Новинки, Обухово, Ожогино, Погорелово, Поповка, Рахманово, Сверчково, Селищево, Соскино, Стегачёво, Стрелино, Субботино, Сырково, Татищево, Тимофеево, Тимошино, Турицино, Шапкино и Якиманское - в сельское поселение Кривцовское.
29 ноября 2006 года Обуховский сельский округ исключён из учётных данных административно-территориальных и территориальных единиц Московской области.